# 姜清 (天順進士)
姜清（1423年—？），字子澄，河南府陝州閿鄉縣（今屬靈寶市）人，明朝政治人物。同進士出身。

## 生平
景泰四年（1453年）舉癸酉科河南鄉試第九十名。天順元年（1457年）中式丁丑科會試第一百十四名，殿試登進士第三甲第三十七名。

## 家族
曾祖父姜明遠。祖父姜皎，曾任行部司務。父亲姜茂，曾任都察院檢校。